# كبريتيت المغنيسيوم
كبريتيت المغنيسيوم (أو سلقيت المغنيسيوم) هو مركب كيميائي صيغته MgSO3، ويوجد على شكل صلب أبيض. يوجد المركب على شكل لامائي أو على شكل سداسي هيدرات.

## التحضير
يحضر المركب من تفاعل هيدروكسيد المغنيسيوم مع ثنائي أكسيد الكبريت حيث يستحصل على الشكل المائي منه.
{\displaystyle \mathrm {Mg(OH)_{2}+SO_{2}+5\ H_{2}O\longrightarrow MgSO_{3}\cdot 6H_{2}O} }

## الخواص
يوجد المركب في الشروط القياسية على شكل صلب بلوري أبيض، ويعد الشكل المائي منه على شكل سداسي هيدرات، ويؤدي التسخين المضبوط له عند درجات حرارة تراوح 40°س إلى الحصول على الشكل ثلاثي الهيدرات.